# Raniero Mengarelli
Raniero Mengarelli (Lugnano in Teverina, 1865 – 1944) è stato un archeologo italiano.

## Biografia
Nato nel 1865, fu tra i più importanti e innovativi archeologi del Novecento e svolse scavi in tutto il centro Italia: tra i più importanti si ricordano Novilara (1892-1893), Castel Trosino (1893), Satricum (1896-1898), Carsoli, Veio (1900). Negli anni Venti contribuì alla risistemazione del Museo di Villa Giulia (oggi Museo Nazionale etrusco) permettendone la ripresa dopo una grave crisi occorsa sul finire dell’Ottocento, divenendone uno dei primi collaboratori e del quale, almeno dal 1926, divenne direttore. Il suo nome è legato però, in particolare, agli scavi archeologici di Cerveteri, svolti tra il 1908 e il 1933, anno del pensionamento. Qui disseppellì la Necropoli della Banditaccia e del suo migliaio di tombe, delle quali il Mengarelli coordinò il restauro, recuperando gli interni e rendendone nuovamente percorribili le vie. È ricordato anche per essere uno dei primi archeologi ad avvalersi degli strumenti cinematografici per illustrare le proprie scoperte: nel 1929, ad esempio, realizzò un cortometraggio in collaborazione con l’istituto Luce sui rinvenimenti di Cerveteri.

## Opere
- Al cittadino, [1889];
- Illuminazione elttrica della città di Orvieto e trasmissione elettrica di forza motrice, 1890;
- La necropoli barbarica di Castel Trosino presso Ascoli Piceno, 1902;
- Cerveteri : Nuove esplorazioni nella necropoli di Caere : tombe di età posteriore al 5. sec. av. Cr., e cippi sepolcrali, 1915;
- Caere e le recenti scoperte, 1927;
- I lavori dell'antica Commissione per la Carta Archeologica, 1927;
- Nuove ricerche archeologiche a Vulci, 1928;
- Caere prima e dopo la sua annessione a Roma, in base alle scoperte fatte coi recenti scavi, 1931;
- Caere e Roma in base alle scoperte archeologiche antiche e agli scavi recenti, 1934;
- La necropoli di Caere. Nuove osservazioni su speciali usi e riti funerari, 1937
- Iscrizioni etrusche e latine su cippi sepolcrali, su vasi fittili e su pareti rocciose provenienti dagli scavi nella città e nella necropoli di Caere, 1938;
- La città di Caere: i pagi, le vie e le ville nel territorio cerite durante il periodo etrusco e il periodo romano, 1938;
- L'evoluzione delle forme architettoniche nelle tombe etrusche di Caere, 1941;
- Edificio romano del Porto Traianeo di Centumcellae rinvenuto nel cortile del forte detto di Michelangelo, 1942
- Pagi e necropoli etrusche nella zona litoranea tirrena tra i fiumi Mignone e Arrone ; Necropoli etrusca nella località detta "Pisciarelli" (Civitavecchia), 1942;
- Nuove ricerche archeologiche a Vulci;
- Volta ed arco in due tombe etrusche di Vulci;